# Capua
Capua este un oraș din Provincia Caserta, regiunea Campania, Italia. Se găsește la 25 de km nord de Napoli, în partea de nord-est a câmpiei din Campania. Capua antică se află pe locul unde astăzi e Santa Maria Capua Vetere. Orașul modern a fost fondat după ce orașul antic a fost distrus de sarazini în anul 841 AD.

## Demografie
Capua - evoluția demografică

|  | Graficele sunt indisponibile din cauza unor probleme tehnice. Mai multe informații se găsesc la Phabricator și la wiki-ul MediaWiki. |

Date: Recensăminte sau birourile de statistică - grafică realizată de Wikipedia